# Ewa Klugmann-Radziemska
Ewa Klugmann-Radziemska – polska profesor nauk technicznych specjalizująca się w zagadnieniach takich jak: termodynamika, wymiana ciepła, recykling materiałowy, odnawialne źródła energii, technologia chemiczna, maszynoznawstwo chemiczne.

## Życiorys
Kierownik Katedry Konwersji i Magazynowania Energii na Wydziale Chemicznym Politechniki Gdańskiej. W 2012 uzyskała tytuł profesora nauk technicznych. W kadencjach 2008-2024 prodziekan ds. rozwoju. Od 2022 Dyrektor Szkoły Doktorskiej Wdrożeniowej na Politechnice Gdańskiej.
Autorka ponad 370 publikacji naukowych i referatów konferencyjnych oraz 12 książek i skryptów. W kierowanej przez nią Katedrze Konwersji i Magazynowania Energii prowadzone są badania w zakresie: zasobów, możliwości pozyskania, konwersji, magazynowania i transportu energii ze źródeł odnawialnych, w tym energii słonecznej i biopaliw, możliwości odzyskiwania energii odpadowej w procesach przemysłowych, opracowania procesów technologicznych recyklingu materiałowego zużytych modułów i ogniw fotowoltaicznych oraz opon samochodowych, a także monitoringu warunków meteorologicznych, a w szczególności pomiaru i akwizycji danych: natężenia i składowych promieniowania słonecznego, temperatury powietrza, temperatury obciążonego modułu fotowoltaicznego.

## Wybrane opracowania książkowe[7][8]
- red. Ewa Klugmann-Radziemska "Energetyka i ochrona środowiska. Generowanie i magazynowanie energii. Odpady energetyczne. Analiza cyklu życia" Publikacja monograficzna - Monografia wieloautorska, PWN 2023[9], ISBN 978-83-01-22640-4
- Ewa Klugmann-Radziemska “The Environmental Benefits of Photovoltaic Systems: The Impact on the Environment in the Production of Photovoltaic Systems: With a Focus on Metal Recovery”, Comprehensive Renewable Energy, 2nd edition, Elsevier 2020[10]
- Ewa Klugmann-Radziemska, “End-Of-Life Management of Photovoltaic Solar Modules”, Photovoltaic Systems: Design, Performance and Applications, Nova Science Publishers, 2018

- Ewa Klugmann-Radziemska „Recycling of photovoltaic Solar Cells and Modules” Lambert Academic Publishing, Germany 2014, ISBN 978-3-659-51951-2
- Witold Lewandowski, Ewa Klugmann-Radziemska, Proekologiczne odnawialne źródła energii. Kompendium, Wydawnictwo Naukowe PWN, 2017, s. 488, ISBN 978-83-01-19067-5
- Ewa Klugmann-Radziemska “Alternative Energy: Photovoltaic Modules and Systems. In: Encyclopedia of Environmental Management” S.E. Jorgensen, ed. Taylor & Francis: New York, 2013; Vol. I, p. 215-225
- Ewa Klugmann-Radziemska „Alternative Energy: Photovoltaic Solar Cells. In: Encyclopedia of Environmental Management” S.E. Jorgensen, ed. Taylor & Francis: New York, 2013; Vol. I, p. 226-240
- Ewa Klugmann-Radziemska „Fotowoltaika w teorii i praktyce” Warszawa 2010, Wyd. BTC, 2010, s. 200, ISBN 978-83-60233-58-0
- Ewa Klugmann-Radziemska „Odnawialne źródła energii – przykłady obliczeniowe” - Wydanie I-V, Wydawnictwo Politechniki Gdańskiej 2011, ISBN 978-83-7348-350-7
- Ewa Klugmann-Radziemska „Fundamentals of Energy Generation” Politechnika Gdańska - Wydawnictwo Politechniki Gdańskiej, 2009, s. 1-198 : 91 rys., 35 tab., bibliogr. 81 poz.,  ISBN 978-83-7348-288-3
- Ewa Radziemska „Termodynamika Techniczna dla studentów Technologii Chemicznej, skrypt uczelniany” Wyd. Politechniki Gdańskiej 2008, 2013; ISBN 978-83-7348-239-5

## Niektóre odznaczenia i wyróżnienia[11]
- 2005 – Srebrny Krzyż Zasługi[12]
- 2008 – Medal na 4. Targach TECHNICON – INNOWACJE 2008 za "Proekologiczne paliwo do napędu silników: biopaliwo, wytworzone w skali półtechnicznej z nasion rzepaku"
- 2009 – Medal Komisji Edukacji Narodowej
- 2009 – Medal na 5. Targach TECHNICON – INNOWACJE 2009 za "Hydrocyklon do rozdzielania substancji płynnych w przepływie"
- 2010 – Złoty Medal na 6. Targach TECHNICON – INNOWACJE 2010 za "Technologię recyklingu ogniw fotowoltaicznych z krystalicznego krzemu"
- 2011 – Srebrny Medal konkursu INNOWACJE 2011 na 7. Targach Techniki Przemysłowej, Nauki i Innowacji za "Dekadowy fotodetektor promieniowania elektromagnetycznego na bazie związków molekularnych i polimerów półprzewodnikowych"
- 2012 – Złoty Medal w konkursie TECHNICON – INNOWACJE 2012 na 8. Targach Techniki Przemysłowej, Nauki i Innowacji za "Nowe baterie słoneczne z organicznych związków chemicznych"
- 2012 – Wyróżnienie w kategorii - wyrób przyszłości w XV edycji Konkursu Polski Produkt Przyszłości, Polska Agencja Rozwoju Przedsiębiorczości
- 2013 – laureatka Konkursu Mistrz Techniki Pomorza 2012/2013 w kategorii innowacyjnych rozwiązań technicznych za „Zintegrowany moduł fotowoltaiczny z kolektorem ciepła słonecznego”[6].
- 2013 – Nagroda NOT Mistrz Techniki Pomorza
- 2013 – Wyróżnienie na TECHNICON – INNOWACJE 2012 na 9. Targach Techniki Przemysłowej, Nauki i Innowacji
- 2015 – Złoty Medal na Targach Intarg 2015
- 2015 – Nominacja w plebiscycie „Soczewki Focusa 2015” w kategorii „Innowacje techniczne”
- 20 nagród Rektora PG I, II i III stopnia za wybitne osiągnięcia naukowe (1998-2023)
- 11 nagród Rektora PG I, II i III stopnia za wybitne osiągnięcia dydaktyczne (2010-2023)
- 10 nagród Rektora PG I, II i III stopnia za wybitne osiągnięcia organizacyjne (za lata 2011-2023)